# San Rafael (municipalité de Tucupita)
Pour les articles homonymes, voir San Rafael.
San Rafael, également San Rafael de Chaguaramal, est la capitale de la paroisse civile de San Rafael de la municipalité de Tucupita dans l'État de Delta Amacuro. 